# Władysław Wrzeszcz
Władysław Wrzeszcz Żelechowski herbu Zadora – podsędek buski od 1641 roku, (jeszcze w 1648 roku), komornik graniczny lwowski.
Sędzia kapturowy województwa ruskiego w 1648 roku.